# سانت أوفيميا داسبرومنتو
شَنْتَ فِيمِي أو فيمة هي مدينة تقع في مقاطعة ريو قلورية في إيطاليا .